# Fatal Fury Special
Fatal Fury Special (餓狼伝説SPECIAL Garou Densetsu Special?, Leyenda del lobo hambriento especial) es un videojuego de lucha de 1993 desarrollado y publicado por SNK, lanzado originalmente para la plataforma arcade Neo Geo. Es una versión actualizada del juego Fatal Fury 2 de 1992 que introduce varios cambios en el sistema de juego y amplía la lista de personajes disponibles.

## Sistema de juego
Fatal Fury Special es una versión actualizada de Fatal Fury 2. Cuenta con muchos de los mismos gráficos y jugabilidad, aunque se hicieron algunos cambios leves en el sistema, incluyendo una velocidad de juego más rápida y un nuevo sistema de combos. A diferencia de los videojuegos anteriores de Fatal Fury, Special permite al jugador combinar sus ataques. Cuando un ataque se bloquea, el jugador tendrá un breve momento de invencibilidad. El número de ataques de movimiento de línea también ha aumentado; al presionar el botón golpe ligero o patada ligera mientras el oponente está en una línea opuesta se realiza un ataque de salto de línea baja.
En el modo de un solo jugador de lucha contra todos los personajes jugables y el jugador puede elegir su primer oponente. Después de los primeros diez oponentes, el jugador luchará contra Billy Kane, Axel Hawk, Laurence Blood, Geese Howard y Wolfgang Krauser, en ese orden. Si el jugador gana cada encuentro en dos rondas, Ryo Sakasaki, de Art of Fighting, desafiará al jugador en una «pelea de ensueño» especial.

## Personajes
Todos los personajes de Fatal Fury 2 regresan y los cuatro jefes pueden ser controlados por el jugador, tres personajes del primer Fatal Fury regresan (Tung Fu Rue, Duck King y Geese Howard) regresan, aumentando el número de personajes jugables a quince. Ryo Sakazaki, el protagonista de Art of Fighting, aparece como un oponente oculto al final del modo de un jugador y puede elegirse en las versiones caseras del título.

## Lanzamiento

### Versiones caseras
Además de las versiones caseras para Neo Geo y Neo Geo CD, versiones de Fatal Fury Special fueron producidos para el Super Nintendo, Sega CD y Game Gear, así como el PC Engine, arcade (en formato CD-ROM²), y las plataformas informáticas X68000 y FM Towns en Japón entre 1994 y 1996. El videojuego está incluido en Fatal Fury: Battle Archives Volume 1 de 2007 para la PlayStation 2.
Fatal Fury Special para Neo Geo se lanzó más tarde en la Consola Virtual en 2010. También se lanzó una versión para Xbox Live Arcade en 2007. Además, se lanzaron versiones móviles para Android y dispositivos basados en iOS. Posteriormente, tuvo una versión para a Nintendo Switch en julio de 2017 publicada por el editor japonés de videojuegos, HAMSTER.

## Recepción
Al revisar la versión de Neo Geo, GamePro elogió la variedad de personajes, la adición de nuevos movimientos para los personajes más antiguos, los combos, los gráficos detallados y los toques de humor a los fondos, aunque sintieron la capacidad de saltar entre el primer plano y el fondo como que tendía a ser una molestia. Los cuatro revisores de Electronic Gaming Monthly (EGM) se refirieron a él como «uno de los mejores videojuegos de lucha de torneos que existen» (con cambios insignificantes en la redacción entre cada crítico). Elogiaron a los nuevos personajes, los fondos y animaciones mejorados, y la música, y le dieron una puntuación de 34 sobre 40 (un promedio de 8,5 sobre 10).
GamePro le dio a la versión Game Gear una crítica muy positiva, afirmando que aunque tiene menos personajes y gráficos y sonidos muy inferiores en comparación con la versión Neo Geo, «es posiblemente el mejor videojuego de lucha de mano jamás lanzado» debido a la acción de respuesta y la inclusión de «elementos extra que nunca pensaste que verías en un luchador de mano». La revista particularmente aplaudió la presencia de un sistema de combo y los numerosos movimientos especiales.
En el lanzamiento, Famicom Tsūshin obtuvo la versión Mega-CD del videojuego con 21 de 40. GamePro lo declaró «otro videojuego de arcade Neo Geo que se ha convertido mal para un sistema doméstico». Aunque complementaron la inclusión de todos los personajes, movimientos y música de la versión de arcade, sintieron que la eliminación de cuadros de animación clave y elementos de fondo distintivos harían de la conversión una gran decepción para cualquiera que estuviera acostumbrado al videojuego de arcade. Los cuatro revisores de Electronic Gaming Monthly. En lugar de eso, consideran que es una conversión sólida general, señalando que los efectos de sonido son débiles y confusos, pero la música, los controles de reproducción y los gráficos reproducen el original con una precisión razonable. Lo puntuaron 29.5 de 40 (un promedio de 7.375 de 10).
Los cuatro revisores de EGM se quejaron del grave efecto de eco en el audio de la versión Super Nintento, y dos de ellos dijeron que algunos de los movimientos son difíciles de realizar. Sin embargo, comentaron que los gráficos, aunque están un paso por debajo de la versión Neo Geo, siguen siendo relativamente nítidos, y lo consideraron una buena conversión en general. Lo puntuaron 29.5 de 40 (un promedio de 7.375 de 10). GamePro estaba menos satisfecho con la conversión y observó que los gráficos y los controles son muy inferiores a los de la versión Neo Geo. También criticaron los movimientos especiales que se activan cuando un personaje está cerca de la muerte como una «forma cursi de equilibrar entre jugadores de diferentes niveles de habilidad». Un revisor para la Next Generation. También le dio una crítica negativa, aunque casi solo por su falta de originalidad, y comentó que «los videojuegos de lucha 2D basados en sprite son una moneda de diez centavos por docena, y a pesar de la impresionante Dolby Surround, todo esto realmente ha sido todo. tamaño: 15 personajes [...] y cinco movimientos especiales cada uno, algunos de los cuales son hábiles, pero ninguno de los cuales no lo has logrado en otro videojuego de su estilo».
Jeff Gerstmann de GameSpot le dio al lanzamiento de Xbox Live Arcade un 6,5 sobre 10. Dijo que el videojuego está bien emulado y aprobó el hecho de que emula la versión doméstica de Neo Geo en lugar de la versión arcade. Afirmó que el videojuego en sí es bueno en comparación con otros juegos de peleas de Neo Geo de su época, pero probablemente no atraiga a los jugadores modernos que aún no están familiarizados con la franquicia Fatal Fury. En una revisión retrospectiva de 1996, Maximum comentó que Fatal Fury Special «modificó el videojuego de Fatal Fury 2 de manera excesivamente muy superficial, y el principal punto de venta fue el número de combatientes». Sin embargo, elogiaron el ritmo más agitado del videojuego y le dieron 3 de 5 estrellas.

## En otros medios

### Discografía
- Garou Densetsu Special (餓狼伝説スペシャル) (PCCB-00138), una banda sonora original interpretada por la SNK Neo Sound Orchestra de Pony Canyon.
- Garou Densetsu Special Image Album Part 1 (餓狼伝説スペシャル イメージアルバム パート1) (PCCB-00152) y Garou Densetsu Special Image Album Part 2 (PCCB-00155), una banda sonora arreglada en dos partes de Pony Canyon.

### Filmografía
- Garou Densetsu Special - Chōzetsu Butō Kai (餓狼伝説スペシャル 超絶武闘会) cinta VHS oficial (PCVP-11355) y Laserdisc (PCLP-00494) de Pony Canyon.